# Symposiachrus
Symposiachrus – rodzaj ptaków z rodziny monarek (Monarchidae).

## Rozmieszczenie geograficzne
Rodzaj obejmuje gatunki występujące na Nowej Gwinei, Małych Wyspach Sundajskich, Molukach, Wyspach Kai, Kofiau, Biak, Wyspach Admiralicji, Archipelagu Bismarcka i Wyspach Salomona.

## Morfologia
Długość ciała 14–18 cm; masa ciała 9–26,5 g.

## Systematyka
Rodzaj zdefiniował w 1854 roku francuski zoolog Charles-Lucien Bonaparte w artykule poświęconym notatkom o zbiorach przywiezionych w 1853 roku przez pana A. Delattre’a zebranych podczas jego podróży do Kalifornii i Nikaragui, opublikowanym w czasopiśmie Comptes Rendus Hebdomadaires des Séances de l’Académie des Sciences. Gatunkiem typowym jest (oryginalne oznaczenie) monareczka okularowa (S. trivirgatus).

### Etymologia
- Symposiachrus (Symposiarchus): gr. συν sun, συμ sum ‘razem’; ποσις posis ‘mąż’; αχρως akhrōs ‘blady’[3].
- Heteranax: gr. ἑτερος heteros ‘inny’; αναξ anax, ανακτος anaktos ‘monarcha, władca’[12]. Typ nomenklatoryczny (oznaczenie monotypowe): Monarcha mundus P.L. Sclater, 1883.
- Bathmisyrma: gr. βαθμις bathmis, βαθμιδος bathmidos ‘krok’, od βαθμος bathmos ‘krok’, od βαινω bainō ‘chodzić’; συρμα surma, συρματος surmatos ‘szata z długim trenem’, od συρω surō ‘ciągnąć za sobą’[13]. Typ nomenklatoryczny (oryginalne oznaczenie): Bathmisyrma rufum Reichenow, 1897 (= Tchitrea rubiensis A.B. Meyer, 1874).
- Penemonarcha: łac. pene ‘prawie’; rodzaj Monarcha Vigors & Horsfield, 1827 (monarka)[14]. Typ nomenklatoryczny (oznaczenie monotypowe): Monarcha axillaris Salvadori, 1876.
- Piezormona: zbitka wyrazowa nazw rodzajów: Piezorhynchus Gould, 1841 (monareczka ) i Monarcha Vigors & Horsfield, 1827 (monarka)[15]. Typ nomenklatoryczny (oryginalne oznaczenie): Monarcha everetti E. Hartert, 1896.
- Monarchalba: rodzaj Monarcha Vigors & Horsfield, 1827 (monarka); łac. albus ‘biały’[16]. Typ nomenklatoryczny (oryginalne oznaczenie): Monarcha menckei Heinroth, 1902.
- Lorimonarcha: zbitka wyrazowa epitetu gatunkowego Monarcha loricatus Wallace, 1863[17]. Typ nomenklatoryczny (oryginalne oznaczenie): Monarcha loricatus Wallace, 1863.

### Podział systematyczny
Gatunki z tego taksonu często zaliczane są do rodzaju Monarcha. Do rodzaju należą następujące gatunki:

- Symposiachrus axillaris (Salvadori, 1876) – monareczka czarna
- Symposiachrus rubiensis (A.B. Meyer, 1874) – monareczka płowa
- Symposiachrus manadensis (Quoy & Gaimard, 1830) – monareczka kapturowa
- Symposiachrus verticalis (P.L. Sclater, 1877) – monareczka czarnosterna
- Symposiachrus everetti (E. Hartert, 1896) – monareczka podbielana
- Symposiachrus trivirgatus (Temminck, 1826) – monareczka okularowa
- Symposiachrus boanensis (van Bemmel, 1939) – monareczka czarnobroda
- Symposiachrus leucurus (G.R. Gray, 1858) – monareczka białosterna
- Symposiachrus julianae (Ripley, 1959) – monareczka maskowa
- Symposiachrus brehmii (Schlegel, 1871) – monareczka srokata
- Symposiachrus infelix (P.L. Sclater, 1877) – monareczka płaczliwa
- Symposiachrus melanopterus (G.R. Gray, 1858) – monareczka czarnoskrzydła
- Symposiachrus menckei (Heinroth, 1902) – monareczka białogrzbieta
- Symposiachrus guttula (Lesson & Garnot, 1828) – monareczka plamoskrzydła
- Symposiachrus bimaculatus (G.R. Gray, 1861) – monareczka molucka
- Symposiachrus mundus (P.L. Sclater, 1883) – monareczka czarnogardła
- Symposiachrus sacerdotum (Mees, 1973) – monareczka żabotowa
- Symposiachrus loricatus (Wallace, 1863) – monareczka płaszczowa
- Symposiachrus barbatus (E.P. Ramsay, 1879) – monareczka białowąsa
- Symposiachrus malaitae (Mayr, 1931) – monareczka białolica
- Symposiachrus vidua (Tristram, 1879) – monareczka łuskowana
- Symposiachrus nigrotectus (E. Hartert, 1908) – monareczka białobrzucha
- Symposiachrus browni (E.P. Ramsay, 1883) – monareczka archipelagowa